# Мацуока Сюдзо
Мацуока Сюдзо (нар. 6 листопада 1967) — колишній японський тенісист.
Найвищу одиночну позицію світового рейтингу — 46 місце досяг 6 липня 1992, парну — 95 місце — 16 січня 1989 року.
Здобув 1 одиночний та 1 парний титул.
Найвищим досягненням на турнірах Великого шолома був чвертьфінал в одиночному розряді.
Завершив кар'єру 1998 року.

## Фінали за кар'єру

### Одиночний розряд (1–2)
| Легенда (одиночний розряд) |
| Великий шлем (0)           |
| Tennis Masters Cup (0)     |
| Серія Мастерс ATP (0)      |
| Тур ATP (1)                |

| Результат | W/L | Дата     | Турнір                    | Покриття | Суперник       | Рахунок       |
| --------- | --- | -------- | ------------------------- | -------- | -------------- | ------------- |
| Поразка   | 0–1 | Січ 1989 | Веллінгтон, Нова Зеландія | Тверде   | Келле Евернден | 5–7, 6–1, 4–6 |
| Перемога  | 1–1 | Кві 1992 | Сеул, Корея               | Тверде   | Тодд Вудбрідж  | 6–3, 4–6, 7–5 |
| Поразка   | 1–2 | Чер 1992 | Лондон, Велика Британія   | Трава    | Вейн Феррейра  | 3–6, 4–6      |

### Парний розряд (1–1)
| Результат | W/L | Дата     | Турнір                | Покриття | Партнер         | Суперники                      | Рахунок  |
| --------- | --- | -------- | --------------------- | -------- | --------------- | ------------------------------ | -------- |
| Перемога  | 1–0 | Січ 1989 | Окленд, Нова Зеландія | Тверде   | Стів Гай        | Джон Леттс Брюс Ман-Сон-Хінґ   | 7–6, 7–6 |
| Поразка   | 1–1 | Січ 1995 | Джакарта, Індонезія   | Тверде   | Роналд Ейдженор | Девід Адамс Андрій Ольховський | 2–6, 4–6 |